# Кейзнов, Кристофер
Кристофер де Лериссон Кейзнов (англ. Christopher de Lerisson Cazenove; 17 декабря 1943, Уинчестер, Хэмпшир, Англия, Великобритания — 7 апреля 2010, Лондон, Великобритания) — британский актёр театра, кино и телевидения.

## Биография
Кристофер де Лериссон Кейзнов был сыном Арнольда де Лериссона Кейзнова и Элизабет Лоры (урождённая Герни, 1914—1994). Он родился в Уинчестере, Хэмпшир, но вырос в Шептон Маллет, Сомерсет. Учился в престижных частных школах: оксфордской начальной школе Dragon School и Итоне. Учился в театральной школе при театре «Олд Вик».
Он часто исполнял роли английских аристократов и сделал себе имя в сериале «Полк», вышедшем в начале 1970-х. Также он известен по роли Чарли Тиррелла в британском сериале «Герцогиня с Дьюк-стрит» и Бена Каррингтона в знаменитой американской мыльной опере «Династия». Он сыграл в нескольких новеллах британского сериала «Судья Джон Дид».
В 2005—2008 годах исполнял роль профессора Генри Хиггинса в британских и американских постановках спектакля «Моя прекрасная леди».

## Личная жизнь
Его брак с актрисой Ангарад Рис длился с 1973 по 1994 год, пока они не развелись. У них было двое сыновей: Линфорд Джеймс (20 июля 1974 — 10 сентября 1999), который разбился на своём автомобиле в Эссексе, и Рис Уильям (р. 1976). С 2003 года он встречался с Изабель Дэвис.
В феврале 2010 года Кейзнов потерял сознание в своём лондонском доме. Он был доставлен в больницу Св. Томаса в Лондоне, где у него был диагностирован сепсис . Несмотря на лечение, болезнь прогрессировала.
Он умер 7 апреля 2010 в больнице Св. Томаса в возрасте 64 лет. «Актёр умер мирно, в окружении своих близких», — сказано в заявлении, распространённом его агентом, его семьёй и его подругой Изабель Дэвис. Смерть Кейзнова произошла через шесть дней после смерти Джона Форсайта, который играл его старшего брата, Блейка Кэррингтона, в телесериале «Династия».

## Фильмография
| Год  |   | Русское название             | Оригинальное название       | Роль                |
| ---- | - | ---------------------------- | --------------------------- | ------------------- |
| 1970 | ф | Юлий Цезарь                  | Julius Caesar               | слуга Марка Антония |
| 1970 | ф | Эй! В моём супе девушка      | There's a Girl in My Soup   | Найджел             |
| 1975 | ф | Королевский блеск            | Royal Flash                 | Эрик Хансен         |
| 1979 | ф | Рассвет Зулусов              | Zulu Dawn                   | Лейтенант Кохилл    |
| 1980 | ф | Дом ужасов Хаммера           | Дом ужасов Хаммера          | Том Мартин          |
| 1981 | ф | Династия                     | Dynasty                     | Бен Кэррингтон      |
| 1981 | ф | Ушко иголки                  | Eye of the Needle           | Дэвид               |
| 1982 | ф | Пыль и жара                  | Heat And Dust               | Дуглас Риверс       |
| 1985 | ф | Война Дженни                 | Jenny’s War                 | Капитан Престон     |
| 1985 | ф | Мата Хари                    | Mata Hari                   | Карл фон Байерлинг  |
| 1988 | ф | Слёзы под дождём             | Tears in the Rain           | Майкл Бредон        |
| 1990 | ф | Трое мужчин и маленькая леди | Three Men and a Little Lady | Эдуард Харгрейв     |
| 1992 | ф | Железный орёл 3: Асы         | Aces: Iron Eagle III        | Палмер              |
| 1996 | ф | Владелица                    | The Proprietor              | Эллиотт Спенсер     |
| 1998 | ф | Бег тени                     | Shadow Run                  | Мельхиор            |
| 2001 | ф | История рыцаря               | A Knight's Tale             | Джон Тэтчер         |
| 2007 | ф | Молодой Александр Великий    | Young Alexander the Great   | Аристотель          |
| 2009 | ф | Отель Вавилон                | Hotel Babylon               | Дэмиен Рашби        |